# Girolamo Frescobaldi
Girolamo Frescobaldi (født 13. september 1583, død 1. marts 1643) var en italiensk komponist. Han var en af sin tids største organister, og repræsenterede som komponist højdepunktet i 1500- og 1600-tallets orgel- og klavermusik.